# Olympische Jugend-Sommerspiele 2018/Teilnehmer (Costa Rica)
| Gelbes Symbol für Goldmedaillen mit stilisierten Olympischen Ringen | Graues Symbol für Silbermedaillen mit stilisierten Olympischen Ringen | Braundes Symbol für Bronzemedaillen mit stilisierten Olympischen Ringen |
| ------------------------------------------------------------------- | --------------------------------------------------------------------- | ----------------------------------------------------------------------- |
| —                                                                   | —                                                                     | —                                                                       |

Die Jugend-Olympiamannschaft aus Costa Rica für die III. Olympischen Jugend-Sommerspiele vom 6. bis 18. Oktober 2018 in Buenos Aires (Argentinien) bestand aus 17 Athleten.

## Athleten nach Sportarten

### Beachvolleyball
Jungen
- Alexandre Lezcano
- Criforth Fallas
9. Platz

### Fechten
Mädchen
- Karina Dyner
Degen Einzel: 11. Platz

### Futsal
Jungen
- 8. Platz
- José Mairena
- Gabriel Garro
- José Madriz
- Sebastián Mora
- Kevin Vado
- Josué Chavarría
- Dilan Báez
- Jafeth Carvajal
- Iván Corrales
- Yosel León

### Leichtathletik
Jungen
- Mauricio Lizano
400 m Hürden: 14. Platz

### Schwimmen
| Mädchen - Beatriz Padrón 100 m Freistil: 32. Platz 50 m Schmetterling: 12. Platz 100 m Schmetterling: 13. Platz | Jungen - José David Solís 100 m Brust: 29. Platz 200 m Brust: 25. Platz |

### Turnen

#### Gymnastik
Mädchen
- Camila Montoya
Einzelmehrkampf: 17. Platz
Boden: 16. Platz
Pferd: 25. Platz
Stufenbarren: 19. Platz
Schwebebalken: 16. Platz
Mixed: Silber  (im Team Grün)